# منحنى ليساجو
في الرياضيات ، منحنى ليساجو (بالإنجليزية: Lissajous curve) (
تنطق بالفرنسية: [lisaʒu]
)، المعروف أيضا باسم شكل ليساجو أو منحنى بوديتش (بالإنجليزية: Bowditch curve) (تنطق بالإنجليزية: /ˈbaʊdɪtʃ/)، هو الرسم البياني لنظام المعادلات الوسيطية
{\displaystyle x=A\sin(at+\delta ),\quad y=B\sin(bt),}
والتي تصف الحركة التوافقية المعقدة. تم التحقيق في هذه المجموعة من المنحنيات من قبل ناثانيل بوديتش في عام 1815، ولاحقا تم التحقيق فيه بالتفصيل من قبل جول أنطوان ليساجو [الإنجليزية] في عام 1857.
بمعنى أخر عندما يخضع جسيم لحركتين توافقيتين بسيطتين متعامدتين فان محصلة الحركة تكون على مسار منحني و يدعى مسار ليساجو.

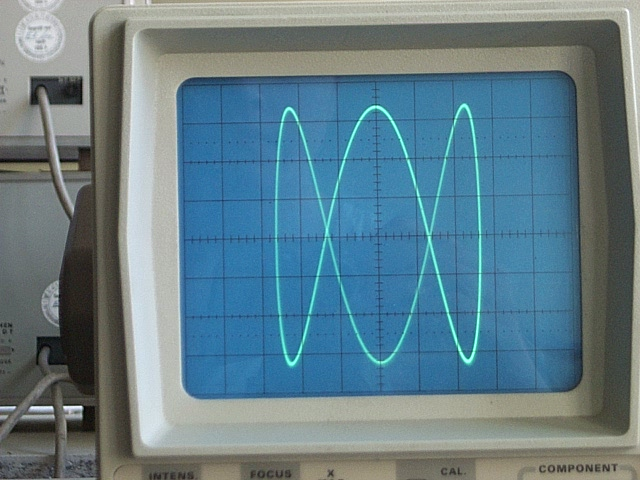
الشكل الليساجي على راسم الذبذبات، يعرض علاقة بنسبة 1: 3 بين ترددات المداخل الجيبية العمودية والأفقية، على التوالي.

## أمثلة

تظهر الرسوم المتحركة تكيف المنحنى حيث تزداد النسبة من 0 إلى 1

تظهر الرسوم المتحركة تكيف المنحنى مع زيادة مستمرة للنسبة ab من 0 إلى 1
فيما يلي أمثلة لأشكال Lissajous

a = 1, b = 2 (1:2)
a = 3, b = 2 (3:2)
a = 3, b = 4 (3:4)
a = 5, b = 4 (5:4)